# وننکولم، جفنا
وننکولم، جفنا (به لاتین: Vannankulam, Jaffna) یک منطقهٔ مسکونی در سری‌لانکا است که در استان شمالی (سری‌لانکا) واقع شده‌است.